# Valea lui Mihai
Valea lui Mihai(pronunciat en romanès: [ˈVale̯a luj miˈhaj]; hongarès: Érmihályfalva) és una ciutat de Romania.

## Geografia
Es troba al voltant del 66 9 km al nord-est d'Oradea, 9 km de la frontera hongaresa al comtat de Bihor, Crișana (Romania).

## Història
El 1312, sota Carles I, se li van permetre nous privilegis comercials i, després, el 1459 també es van permetre privilegis de beneficis fiscals per als seus ciutadans. Més tard va formar part de l'Imperi Otomà, cosa que va provocar el seu despoblament, però els habitants van tornar posteriorment. Posteriorment, va formar part de la monarquia dels Habsburg fins al compromís austrohongarès de 1867. Després va passar a formar part del Regne d'Hongria dins d'Àustria-Hongria.
Després de la ruptura d'Àustria-Hongria el 1918-1920, la ciutat va passar a formar part de Romania. Com a resultat del Segon Arbitratge de Viena, va passar a formar part d'Hongria entre 1940 i 1945. Des de llavors forma part de Romania. Va ser declarada ciutat en tres ocasions diferents: el 1844, el 1930 i el 1989, la darrera vegada com a resultat del programa de sistematització rural romanès.

### Història jueva
Els jueus de Galícia es van establir cap al 1780, dedicant-se a l'agricultura i al comerç. El 1873 es va obrir una escola secundària. Anschel Bak va obrir una impremta a finals del segle xix. Cinquanta rabins hassids hongaresos van celebrar una convenció a la ciutat el 1898.
El 1930, hi havia 1535 jueus, o el 19% del total. Durant el període d'entreguerres, els jueus eren els líders de la indústria local, que donaven feina a centenars de treballadors. Alguns grups juvenils sionistes es van fundar als anys trenta. El 1935, la ciutat va ser la seu de la convenció nacional HaNoar HaTzioni.
La població jueva va ser enviada al gueto d'Oradea el maig de 1944 i posteriorment deportada a Auschwitz. Alguns dels supervivents van tornar breument a la ciutat després de la guerra.

## Població
Segons el darrer cens del 2011 hi havia 9.668 persones vivint a la ciutat.
D'aquesta població, el 81,03% són hongaresos ètnics, mentre que el 13,23% són romanesos i l'1,3% altres.

## Galeria d'imatges

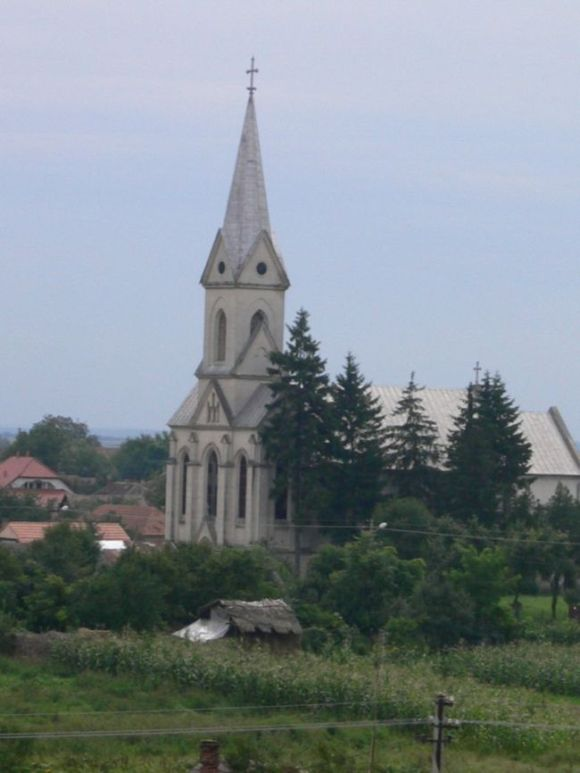
L'església catòlica romana de la ciutat
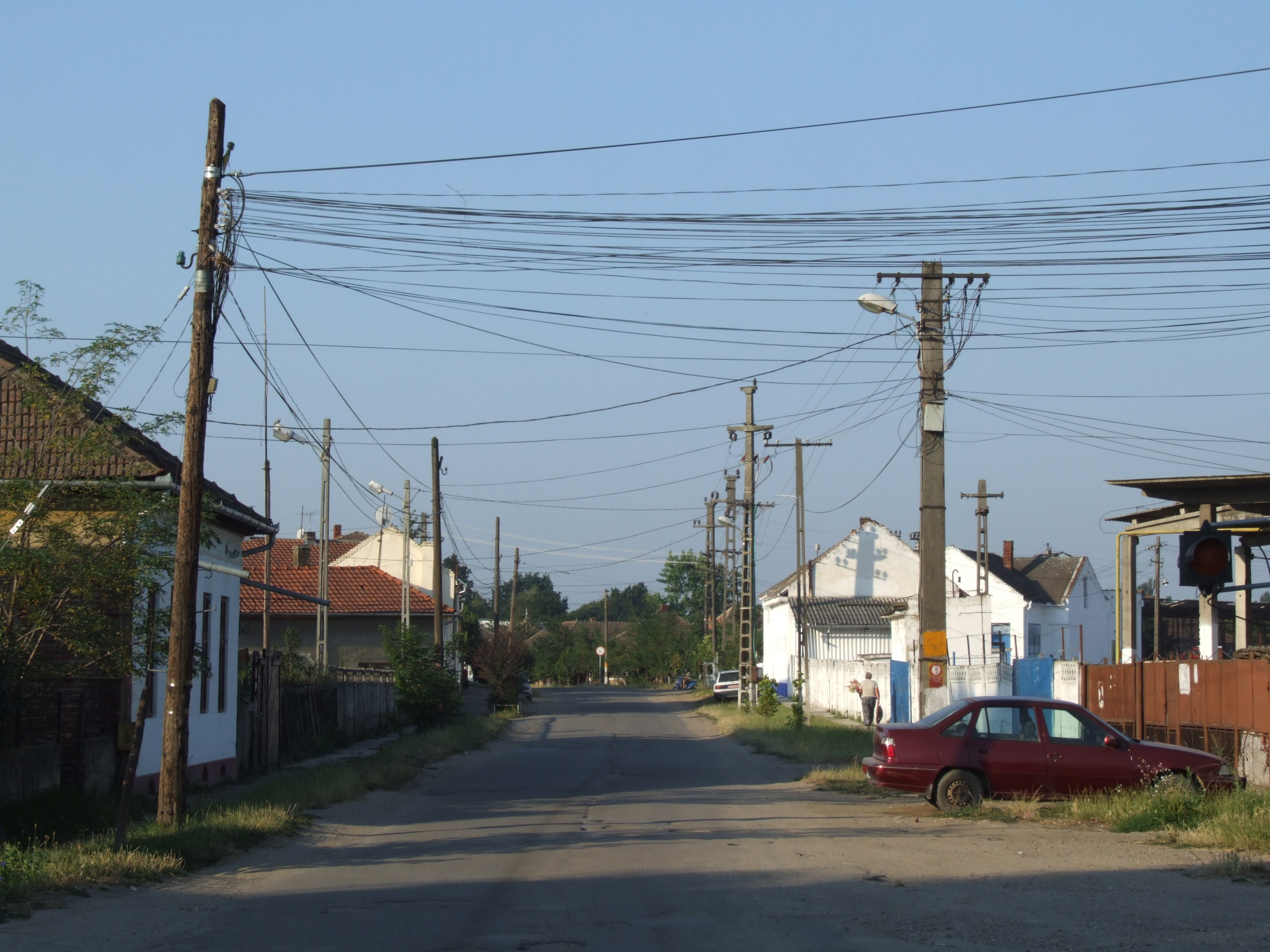
Carrer a Valea lui Mihai
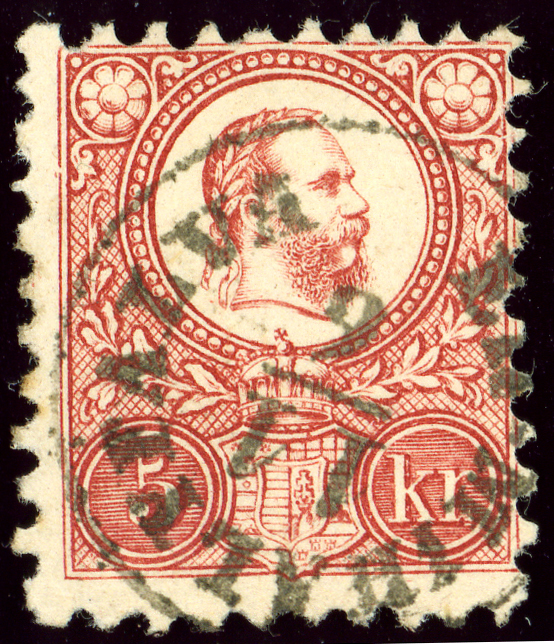
Segell d'Er-Mihalyfalvaa Hongria emès el 1871